# Radostowo (powiat szczycieński)
Radostowo (niem. Radostowen, w latach 1936–1945 Rehbruch) – wieś w Polsce położona w województwie warmińsko-mazurskim, w powiecie szczycieńskim, w gminie Rozogi.
W latach 1975–1998 miejscowość należała administracyjnie do województwa ostrołęckiego.